# سنو سود
سُنو سود (انگلیسی: Sonu Sood؛ زادهٔ ۳۰ ژوئیهٔ ۱۹۷۳) بازیگر و مدل اهل کشور هند است. وی از سال ۱۹۹۹ میلادی تاکنون مشغول فعالیت بوده است.

## فیلم‌شناسی
فهرست برخی از فیلم‌هایی که سنو سود در آنها به ایفای نقش پرداخته است:
- جودها اکبر
- نترس
- جوانی
- سال نو مبارک
- ماکسیمم
- جکسن اکشن
- جبار برگشته
- سینگ شاه است
- راجکومار
- آن مرد مسن
- کونگ فو یوگا
- تیراندازی در وادالا
- تجاوز
- الهه
- تو عاشقم کردی
- آرونداتی
- سیمبا
- جوخه
- او
- جولای
- دعوا
- قدرت
- رامایا خواهد آمد
- زندگی زیباست
- سرگرمی
- پریتویراج
- سبهاس چاندرا بوس
- تنها
- سوپر
- آشوک
- سیتا
- ماجونو
- داماد فوق‌العاده
- روح ۲